# Carlo Agostini
Carlo Agostini (San Martino di Lupari, 22 april 1888 - Venetië, 28 december 1952) was een Italiaans geestelijke en aartsbisschop van de Katholieke Kerk.
Agostini studeerde aan het seminarie van Treviso en werd op 24 september 1910 tot priester gewijd. Hij studeerde daarna verder in Rome aan het Angelicum en aan de Pauselijke Gregoriaanse Universiteit. Van 1913 tot 1925 was hij professor en vervolgens tot 1932 rector van het seminarie in Treviso. In 1925 kreeg hij de eretitel Kamerheer van Zijne Heiligheid.
Op 30 januari 1932 benoemd paus Pius XI hem tot bisschop van Padua. Hij was in 1936 ook nog apostolisch administrator van Treviso, en werd op 5 februari 1949 patriarch (aartsbisschop) van Venetië. Op 29 november 1952 maakte paus Pius XII bekend dat hij Agostini tijdens het consistorie van 12 januari 1953 kardinaal zou creëren. Zo ver kwam het niet. Agostini was al ernstig ziek en overleed enkele dagen na kerstmis van hetzelfde jaar. Paus Pius benoemde vervolgens Angelo Roncalli, die bij hetzelfde consistorie een rode hoed ontving, tot Agostini's opvolger in Venetië.
Agostini is begraven in de Basiliek van San Marco in Venetië.
Lorenzo Giustiniani · Giovanni Barozzi · Maffeo Gherardi · Thomas Donatus · Marco Cornaro · Gerolamo Querini · Pietro Francesco Contarini · Vincenzo Diedo · Giovanni Trevisan · Lorenzo Priuli · Matteo Zane · Francesco Vendramin · Giovanni Tiepolo · Federico Corner · Gianfranco Morosini · Alvise Sagredo · Gianalberto Badoaro · Pietro Barbarigo · Marco Gradenigo · Francesco Antonio Correr · Aloysius Foscari · Giovanni Bragadin · Fridericus Maria Giovanelli · Ludovico Flangini Giovanelli · Nicola Saverio Gamboni · Francesco Milesi · Ján Krstitel Ladislav Pyrker · Giacomo Monico · Pietro Aurelio Mutti · Angelo Ramazzotti · Giuseppe Luigi Trevisanato · Domenico Agostini · Giuseppe Melchiorre Sarto · Aristide Cavallari · Pietro La Fontaine · Adeodato Giovanni Piazza · Carlo Agostini · Angelo Giuseppe Roncalli · Giovanni Urbani · Albino Luciani · Marco Cé · Angelo Scola · Francesco Moraglia
- Bibsys: 8013305
- Bibliothèque nationale de France: cb11249193r (data)
- Gemeinsame Normdatei: 141975768
- International Standard Name Identifier: 0000 0001 1703 3843
- Library of Congress Control Number: n86060395
- Nationale Bibliotheek van Israël: 987007318061205171
- Réseau des bibliothèques de Suisse occidentale: 02-A012855236
- Istituto Centrale per il Catalogo Unico: CFIV096757
- Virtual International Authority File: 141484108
- WorldCat: E39PBJtrYwcgGjt3rf9Qq3Mtrq